# 2つのヴァイオリンのための協奏曲 (バッハ)
2つのヴァイオリンのための協奏曲 ニ短調 BWV1043（ふたつのヴァイオリンのためのきょうそうきょく）は、ヨハン・ゼバスティアン・バッハが作曲した2つのヴァイオリンのための協奏曲で、彼の残した3曲のヴァイオリン協奏曲のうちの1曲にあたる。
対位法を正確に導入した作品で、2つのヴァイオリンと合奏部による「音の織物を編み上げる」ような構成。

## 概要
1730年頃から翌年の1731年にかけて作曲されたものと伝えられる作品で、以前は第1番・第2番と同じくケーテン時代の1718年頃に作曲されたものとされていた。またケーテン時代の作をライプツィヒのコレギウム・ムジクムのために書き直したものという説がある。しかし近年の研究では、この説の根拠は薄弱であることが挙げられ、実際にはコレギウム・ムジクムで音楽監督を務めた1730年頃から翌年の1731年にかけて作曲されたものという見方が強くなっている。
日本でも鈴木鎮一がヴァイオリン教程で紹介するなど、バロックのヴァイオリン音楽の一大作品として評価が高く、また短調作品でバッハの厳格な形式を感じさせることから演奏の機会も多い。
のちに『2台のチェンバロのための協奏曲第3番ハ短調 BWV1062』として編曲されている。

## 楽器編成
- 独奏ヴァイオリン2
- ヴァイオリン2部、ヴィオラ、通奏低音

## 楽曲の構成
全3楽章の構成で、演奏時間は約15分。形式的には急-緩-急による。2つの独奏ヴァイオリンは、対等に扱われている。
第1楽章 ヴィヴァーチェ（Vivace）
冒頭20小節の間に、第2ヴァイオリン-第1ヴァイオリン-通奏低音-第2ヴァイオリン-第1ヴァイオリンの順で、3.5小節のフーガ主題が5回も現れるフガートで開始される。その後、独奏部を挟んで、通常のリトルネロの代わりに、第1ヴァイオリン(a)-通奏低音(g)-第1ヴァイオリン(d)の順でフーガ主題が回帰する。フーガ主題冒頭の動機は、合奏部がユニゾンで独奏部の伴奏をする際に繰り返し用いられ、楽章に統一感をもたらしている。独奏部は同度の模倣で始まり、4度・6度等多彩に絡む。
第2楽章 ラルゴ・マ・ノン・タント（Largo ma non tanto）
平行調のヘ長調。ゆるやかな8分の12拍子。高貴さを湛えた華麗な楽章である。通奏低音が長-短のリズムを刻む上で独奏が模倣しあう、トリオソナタの緩徐楽章のような書法で、合奏部は和声的な伴奏に終始する。
第3楽章 アレグロ（Allegro）
ニ短調、4分の3拍子。リトルネロは、厳格ではないが1拍同度の近接カノン風に書かれている。独奏部は第1楽章と同様に同度の模倣で始まるが、増音程・減音程が強調された印象深い動機や、独自の動きをする合奏部との掛け合いにより、より強い緊張感を保ちながら疾走する。

## 録音
録音の場合、二人のソリストをどのように起用するかが問題となる。指揮者主導でオーケストラのトップ二人を起用することも多いが、高名なソリスト二人を起用した場合、様々な要因からバランスが悪くなることが多く、一人のソリストにその親族あるいは弟子筋を起用する場合が多い。ハイフェッツが初めて多重録音を使った際は大変な反響があった。その後はクレーメルなども使っている。